# العلاقات العمانية النيبالية
العلاقات العمانية النيبالية هي العلاقات الثنائية التي تجمع بين سلطنة عمان ونيبال.

## مقارنة بين البلدين
هذه مقارنة عامة ومرجعية للدولتين:
| وجه المقارنة                                              | سلطنة عمان    | نيبال                             |
| --------------------------------------------------------- | ------------- | --------------------------------- |
| المساحة (كم2)                                             | 309.50 ألف    | 147.18 ألف                        |
| عدد السكان (نسمة)                                         | 4.64 مليون    | 29.40 مليون                       |
| الكثافة السكانية (ن./كم²)                                 | 14.99         | 199.76                            |
| العاصمة                                                   | مسقط          | كاتماندو                          |
| اللغة الرسمية                                             | اللغة العربية | اللغة النيبالية                   |
| العملة                                                    | ريال عماني    | روبية نيبالية                     |
| الناتج المحلي الإجمالي (بليون دولار)                      | 72.64 مليار   | 24.47 مليار                       |
| الناتج المحلي الإجمالي (تعادل القوة الشرائية) بليون دولار | 179.49 مليار  | 70.20 مليار                       |
| الناتج المحلي الإجمالي الاسمي للفرد دولار أمريكي          | 15.55 ألف     | 743                               |
| الناتج المحلي الإجمالي للفرد دولار أمريكي                 | 38.63 ألف     | 2.37 ألف                          |
| مؤشر التنمية البشرية                                      | 0.793         | 0.548                             |
| رمز المكالمات الدولي                                      | +968          | +977                              |
| رمز الإنترنت                                              | عمان          | .np                               |
| المنطقة الزمنية                                           | ت ع م+04:00   | UTC+05:45، التوقيت الموحد لنيبال ‏ |

## منظمات دولية مشتركة
يشترك البلدان في عضوية مجموعة من المنظمات الدولية، منها:
| علم المنظمة | اسم المنظمة                               | تاريخ انضمام سلطنة عمان | تاريخ انضمام نيبال |
| ----------- | ----------------------------------------- | ----------------------- | ------------------ |
|             | مؤسسة التنمية الدولية                     | 1973                    | 6 مارس 1963        |
|             | يونسكو                                    | 10 فبراير 1972          | 1 مايو 1953        |
|             | مؤسسة التمويل الدولية                     | 1973                    | 7 يناير 1966       |
|             | منظمة حظر الأسلحة الكيميائية              | ?                       | ?                  |
|             | الأمم المتحدة                             | 7 أكتوبر 1971           | 14 ديسمبر 1955     |
|             | منظمة الشرطة الجنائية الدولية             | ?                       | ?                  |
|             | البنك الدولي للإنشاء والتعمير             | 1971                    | 6 سبتمبر 1961      |
|             | الاتحاد البريدي العالمي                   | ?                       | ?                  |
|             | المركز الدولي لتسوية المنازعات الاستشارية | 1995                    | 6 فبراير 1969      |
|             | وكالة ضمان الاستثمار متعدد الأطراف        | 1989                    | 9 فبراير 1994      |
|             | منظمة التجارة العالمية                    | 2000                    | ?                  |
|             | الفريق المعني برصد الأرض                  | ?                       | ?                  |

## وصلات خارجية
- موقع وزارة الخارجية العمانية
- موقع وزارة الخارجية النيبالية